# 中国人民解放军陆军边海防学院
中国人民解放军陆军边海防学院，简称陆军边海防学院，本部位于陕西省西安市，隶属中国人民解放军陆军，是全军唯一一所边海防高等教育院校。

## 沿革

### 中国人民解放军边防学院
- 1941年7月，中国人民抗日军政大学第七分校在山西省兴县成立[1]。
- 1948年9月，更名为西北军政大学。
- 1951年，中国人民解放军华北军区军官学校更名中国人民解放军第一步兵学校。王兰麟、周智高先后任校长，龙炳初任政委
- 1955年，更名中国人民解放军天水步兵学校。
- 1962年10月，更名中国人民解放军兰州军区步兵学校。谢松柏任校长，康应中任政委
- 1969年，撤销兰州军区步兵学校。
- 1974年1月，复校，更名中国人民解放军兰州军区军政干部学校，驻陕西省长安县（今西安市长安区）曹村[3][4]。
- 1978年2月21日，更名中国人民解放军兰州军区步兵学校[3][4]。
- 1981年1月20日，更名中国人民解放军西安陆军学校[3][4]。
- 1986年6月，升格中国人民解放军西安陆军学院[3][4]。
- 2004年12月，乌鲁木齐陆军学院、乌鲁木齐军医学院并入，整编为中国人民解放军西安陆军学院乌鲁木齐边防干部训练大队。
- 2011年9月8日，更名中国人民解放军边防学院[1]。
- 2016年，在深化国防和军队改革中，由中国人民解放军兰州军区转隶中国人民解放军陆军[5]。

### 中国人民解放军乌鲁木齐民族干部学院
- 1949年11月，组建中国人民解放军新疆军区军政干部学校[6]。1949年12月20日成立，担负改造国民党起义部队军官的任务。1950年1月开学[7][8][9]。
- 1951年7月，以新疆军区军政干部学校为基础，组建中国人民解放军第二步兵学校[7][9]。
  - 中国人民解放军新疆军区俄语专科学校：1951年，在原新疆军区军政干部学校俄文队的基础上组建中国人民解放军新疆军区俄语专科学校。1952年新疆军区部队整编，学员有的转校学习、有的分配工作；其校直机构改编成“八一子弟中学”[7]。
- 1952年4月，在第二步兵学校的基础上筹建八一农学院，1952年8月1日正式成立。属新疆军区领导。1954年10月，学院划归新疆生产建设兵团领导[7]。
- 1953年6月，以八一农学院文化速成大队为基础，组成中国人民解放军新疆军区文化速成中学，担负新疆军区排、连、营职干部离职学习文化知识的任务。1953年7月1日开学。1953年11月底有学员419人，编为高小班9个、初小班4个。1954年9月，招收初中班学员，改称中国人民解放军西北军区第四文化速成中学，1954年10月又改称中国人民解放军第四文化速成中学，仍隶属新疆军区，编制有调整。1958年2月撤销[7][9]。
- 1958年11月，由速成中学、军区干部训练队、伊犁军区民族干部训练队合并组成中国人民解放军新疆军区干部学校。1962年11月，改称中国人民解放军新疆军区步兵学校，执行正师级权限。“文化大革命”开始后，教学中断。1969年2月，经中央军委批准撤销[7][9]。
- 1973年9月，新疆军区筹建中国人民解放军新疆军区军政干部学校。1975年3月根据中央军委《关于全军恢复和增建41所院校》的决定正式成立，执行军级权限[7][9]。
- 1978年1月，军政干部学校改编为中国人民解放军新疆军区步兵学校（1979年改称“中国人民解放军乌鲁木齐军区步兵学校”），仍执行军级权限[7][9]。
- 1981年2月，更名中国人民解放军乌鲁木齐陆军学校，仍执行军级权限，学校编制又有变化[7][9]。
- 1986年8月，在百万大裁军中，与乌鲁木齐军区军医学校、乌鲁木齐军区通信训练大队、乌鲁木齐军区后勤训练大队、乌鲁木齐军区军械技工及汽车技工训练大队合并，精简整编为中国人民解放军西安陆军学院乌鲁木齐训练大队，执行旅级编制，隶属新疆军区。每年在校学院均达1200人以上，成为全军最大的训练大队[9]。
- 1993年3月，调整改革为中国人民解放军西安陆军学院乌鲁木齐分院[9]。
- 1999年7月，与兰州医学高等专科学校呼图壁分校合并整编为中国人民解放军乌鲁木齐陆军学院（中国人民解放军乌鲁木齐军医学院），正师级，隶属兰州军区。
  - 中国人民解放军兰州医学高等专科学校呼图壁分校：1973年筹建中国人民解放军新疆军区军医学校，1976年7月正式成立。1979年更名中国人民解放军乌鲁木齐军区军医学校。1980年，乌鲁木齐军区第十三医院划归该校为教学医院[7]。1986年参与合并组建中国人民解放军兰州军区卫生学校，乌鲁木齐军区军医学校改建为中国人民解放军兰州军区卫生学校呼图壁训练大队。1993年改建为中国人民解放军兰州医学高等专科学校呼图壁分校。
  - 中国人民解放军新疆军区卫生学校：
    - 1950年1月，中国人民解放军第一兵团卫生学校一、三队改编为中国人民解放军新疆军区卫生学校。1954年10月，划归新疆生产建设兵团建制。
    - 1960年，中国人民解放军第十一医院医训班扩编为中国人民解放军新疆军区卫生学校。“文化大革命”开始后，停止教学。1970年10月，该校缩编为医训队。1977年，并入新疆军区军医学校[7]。
- 2004年11月，学院撤编。2004年12月整编为中国人民解放军西安陆军学院边防干部训练大队（军医训练大队）[10][11][12]，副师级，隶属新疆军区。
- 2011年9月，升格为中国人民解放军乌鲁木齐民族干部学院（中国人民解放军兰州军区综合训练基地，对外称中国人民解放军乌鲁木齐民族干部学院），2011年9月19日举行成立大会[10][13][14]。
- 2016年，在深化国防和军队改革中，由中国人民解放军兰州军区转隶中国人民解放军西部战区陆军。称中国人民解放军乌鲁木齐民族干部学院（中国人民解放军西部战区陆军乌鲁木齐综合训练基地）[15]。

### 中国人民解放军昆明民族干部学院
- 1949年6月，中国人民解放军第四兵团各军随营学校合并，在江西省南昌市建立中国人民解放军第二野战军军事政治大学第四分校[16][17]。
- 1949年，第二野战军军事政治大学第四分校更名中国人民解放军第二野战军军事政治大学江西分校。
- 1950年3月，由江西省南昌市迁至云南省昆明市，更名西南军事政治大学云南分校[17]。
- 1951年，西南军事政治大学云南分校分出，改建中国人民解放军云南军区初级步兵学校。
- 1951年，分建为中国人民解放军第五步兵学校、中国人民解放军第七步兵学校[17]。
- 1953年，第五步兵学校、第七步兵学校合编为中国人民解放军第三步兵学校[17]。
- 1955年，更名中国人民解放军昆明步兵学校[17]。
- 1963年，更名中国人民解放军昆明军区步兵学校[17]。
- 1965年，创建中国人民解放军昆明军区外国语专科学校，合署办公[17]。
- 1969年，撤销昆明军区步兵学校，撤销昆明军区外国语专科学校。
- 1974年，恢复昆明军区步兵学校，更名中国人民解放军昆明军区军政干部学校[17]。
- 1978年，更名中国人民解放军昆明军区步兵学校[17]。
- 1981年，更名中国人民解放军昆明陆军学校[17]。
- 1986年6月，升格中国人民解放军昆明陆军学院[17]。
- 1986年9月，成都陆军学校并入[18]。
  - 中国人民解放军成都陆军学校：1973年8月10日，在四川省什邡县成立中国人民解放军成都军区军政干部学校，执行军级权限。1978年1月改为中国人民解放军成都军区步兵学校。1981年1月20日更名中国人民解放军成都陆军学校。1986年9月，与昆明陆军学校合并，成都陆军学校撤销编制[18]。
- 2011年，改建为中国人民解放军昆明民族干部学院（中国人民解放军成都军区综合训练基地，对外称中国人民解放军昆明民族干部学院），隶属成都军区，是培养基层指挥军官的非学历教育初级指挥院校[19]。
- 2016年，在深化国防和军队改革中，由中国人民解放军成都军区转隶中国人民解放军南部战区陆军[20][21]，称中国人民解放军昆明民族干部学院（中国人民解放军南部战区陆军综合训练基地）[22]。

### 中国人民解放军陆军边海防学院
- 2017年，在深化国防和军队改革中，由边防学院、乌鲁木齐民族干部学院、昆明民族干部学院合并改建为中国人民解放军陆军边海防学院[1]。这是全军唯一一所边海防高等教育院校。2017年8月8日，中国人民解放军陆军边海防学院挂牌仪式在西安举行[6]。

## 历任领导
中国人民解放军边防学院
| 院长 - 张献奎（1975年7月5日—1980年，兰州军区军政干部学校、兰州军区步兵学校校长） - 王心一（1980年—1981年，兰州军区步兵学校校长；1981年—1983年，西安陆军学校校长） - 王希斌（1983年5月23日—1985年8月，西安陆军学校校长） - 胡远春 少将（1987年11月—1992年10月，西安陆军学院院长） - 宋步先 少将（1993年2月—1997年，西安陆军学院院长） - 黄俊杰 少将（1997年7月—2001年，西安陆军学院院长） - 张书领 少将（2001年12月—2008年7月，西安陆军学院院长） - 马慧祥 少将（2008年7月—2013年，西安陆军学院、边防学院院长） - 张东晓 少将（2013年—2017年，边防学院院长） | 政治委员 - 刘凌（1975年7月5日—？，兰州军区军政干部学校、兰州军区步兵学校政治委员） - 张献奎（？—1980年，兰州军区步兵学校政治委员） - 高增全（1980年—1983年，兰州军区步兵学校、西安陆军学校政治委员） - 许光（1983年5月23日—1985年，西安陆军学校政治委员） - 周悦发 少将（1985年6月—1990年4月，西安陆军学校、西安陆军学院政治委员） - 潘庆然 少将（1990年4月—1992年，西安陆军学院政治委员） - 雷星平 少将（1992年8月—1993年2月，西安陆军学院政治委员） - 李克勤 少将（1993年—？，西安陆军学院政治委员） - 夏龙祥 少将（1999年12月—2006年7月，西安陆军学院政治委员） - 高荣根 少将（2006年7月—2011年，西安陆军学院政治委员） - 饶诚勇 大校（2011年—2013年，边防学院政治委员） - 周建新 少将（2013年—2017年，边防学院政治委员） |

中国人民解放军乌鲁木齐民族干部学院
| 院长 - 张希钦（1949年12月—1951年7月，新疆军区军政干部学校校长） - 王震（1951年7月—1952年，第二步兵学校校长） - ？（新疆军区文化速成中学、西北军区第四文化速成中学、第四文化速成中学校长） - ？（？—？，新疆军区干部学校校长） - 刘兆荣（？—？，新疆军区步兵学校校长） - 鲁泉（1975年3月—1978年5月，新疆军区军政干部学校校长） - 任书田（1978年6月—1979年6月，新疆军区步兵学校副校长主持工作；1979年6月—1982年10月，乌鲁木齐军区步兵学校、乌鲁木齐陆军学校校长） - 张昌奎（1983年5月—1986年，乌鲁木齐陆军学校校长） - 胡晓恩 少将（1986年6月—1990年8月，西安陆军学院乌鲁木齐训练大队大队长、西安陆军学院乌鲁木齐分院院长） - 武兴周（？—？，西安陆军学院乌鲁木齐分院院长） - 陈军 少将（1999年6月—2004年，乌鲁木齐陆军（军医）学院院长） - 朱正安（？—？，西安陆军学院边防干部训练大队大队长） - 桑军（？—2011年10月，西安陆军学院边防干部训练大队大队长；2011年10月—2017年，兰州军区综合训练基地司令员） | 政治委员 - 曾涤（1949年12月—1951年7月，新疆军区军政干部学校政治委员） - 王震（1951年7月—1952年，第二步兵学校校长兼政治委员） - ？（？—？，新疆军区文化速成中学、西北军区第四文化速成中学、第四文化速成中学政治委员） - ？（？—？，新疆军区干部学校政治委员） - 王光增（？—？，新疆军区步兵学校政治委员） - 向新（1975年3月—1978年5月，新疆军区军政干部学校政治委员） - 黎斌（1978年6月—1983年5月，新疆军区步兵学校、乌鲁木齐军区步兵学校、乌鲁木齐陆军学校政治委员） - 刘书才（1983年5月—？，乌鲁木齐陆军学校政治委员） - 姚铁山（1992年4月—9月，西安陆军学院乌鲁木齐训练大队政治委员） - ？（？—？，西安陆军学院乌鲁木齐分院政治委员） - 南柱成 大校（？—1999年，西安陆军学院乌鲁木齐分院政治委员） - 陈耀武 少将（1999年6月—2004年，乌鲁木齐陆军（军医）学院政治委员） - 马宗汉（？—2009年，西安陆军学院边防干部训练大队政治委员） - 廖映江（2009年10月—2011年10月，西安陆军学院边防干部训练大队政治委员；2011年10月—2013年9月，兰州军区综合训练基地政治委员） - 袁汉军（2013年9月—2017年，兰州军区综合训练基地政治委员） |

中国人民解放军昆明民族干部学院
| 院长 - 陈赓（1949年6月—1951年，第二野战军军事政治大学第四分校、西南军事政治大学云南分校校长） - ？（？—？，第五步兵学校校长） - ？（？—？，第七步兵学校校长） - 徐其孝 少将（1953年—1956年5月，第三步兵学校、昆明步兵学校校长） - 陈捷第 大校（1956年11月—1965年11月，昆明步兵学校、昆明军区步兵学校校长） - 原金锁（1974年—1975年11月，昆明军区军政干部学校校长） - 李文清（1975年11月—1980年，昆明军区军政干部学校、昆明军区步兵学校校长） - 崔星（1981年—1985年，昆明陆军学校校长） - 白泉 中将（1985年—1990年，昆明陆军学校校长、昆明陆军学院院长） - 邓福全 少将（1990年6月—1992年9月，昆明陆军学院院长） - 谭仕禄 少将（1992年9月—1994年3月，昆明陆军学院院长） - 陆长治 少将（1994年—？，昆明陆军学院院长） …… - 苏巍 少将（？—2007年，昆明陆军学院院长） - 王世平 少将（2007年6月—2011年，昆明陆军学院院长） - 黄昌杰 少将（2011年—2017年，昆明民族干部学院院长） | 政治委员 - 陈赓（1949年6月—1951年，第二野战军军事政治大学第四分校、、西南军事政治大学云南分校校长兼政治委员） - ？（？—？，第五步兵学校政治委员） - ？（？—？，第七步兵学校政治委员） - 李迅 大校（1953年—1964年4月，第三步兵学校、昆明步兵学校、昆明军区步兵学校政治委员） - 张谦（1975年11月—1981年6月，昆明军区军政干部学校、昆明军区步兵学校、昆明陆军学校政治委员） - 王民信（1981年6月—1983年10月，昆明陆军学校政治委员） - 赵坤（1983年—1985年9月，昆明陆军学校政治委员） - 李思怀 少将（1986年—1989年6月，昆明陆军学院政治委员） - 杨在忠 少将（1990年6月—1993年2月，昆明陆军学院政治委员） - 程功明 少将（1993年2月—1997年10月，昆明陆军学院政治委员） …… - 董勤木 少将（2001年6月—2002年3月11日逝世，昆明陆军学院政治委员） - 张志林 大校（2002年—2004年） - 张建华 少将（2004年—2007年3月，昆明陆军学院政治委员） - 陈刚 少将（2007年6月—2011年，昆明陆军学院政治委员） - 刘华荣 少将（2011年—2013年，昆明民族干部学院政治委员） - 杨德山 少将（2013年—2017年，昆明民族干部学院政治委员） |

中国人民解放军成都陆军学校
| 校长 - 赵文进（1975年5月—1977年12月，成都军区军政干部学校校长） - 朱英（1977年12月—1980年12月，成都军区步兵学校校长） - 刘质中（1980年12月—1983年，成都陆军学校校长） - 白泉（1983年—1985年，成都陆军学校校长） | 政治委员 - 赵伟（1975年5月—？，成都军区军政干部学校、成都军区步兵学校、成都陆军学校政治委员） |

中国人民解放军陆军边海防学院
| 院长 - 马庆雷 海军少将（2017年—2019年） | 政治委员 - 夏阳 少将（2017年—） |

## 专业设置
2017年招生的本科专业有：
- 指挥信息系统工程
- 火力指挥与控制工程
- 中国语言文学类[2]

## 校区
2017年组建时，中国人民解放军陆军边海防学院主要由院本部以及乌鲁木齐、昆明两个校区组成，总占地面积近4万亩。部署于西安、乌鲁木齐、昆明3个片区26个点位，呈“一院三地”办学格局。
- 本部：位于陕西省西安市[1]
- 乌鲁木齐校区：位于新疆维吾尔自治区乌鲁木齐市[1]
- 昆明校区：位于云南省昆明市[1]